# Michał Klepfisz

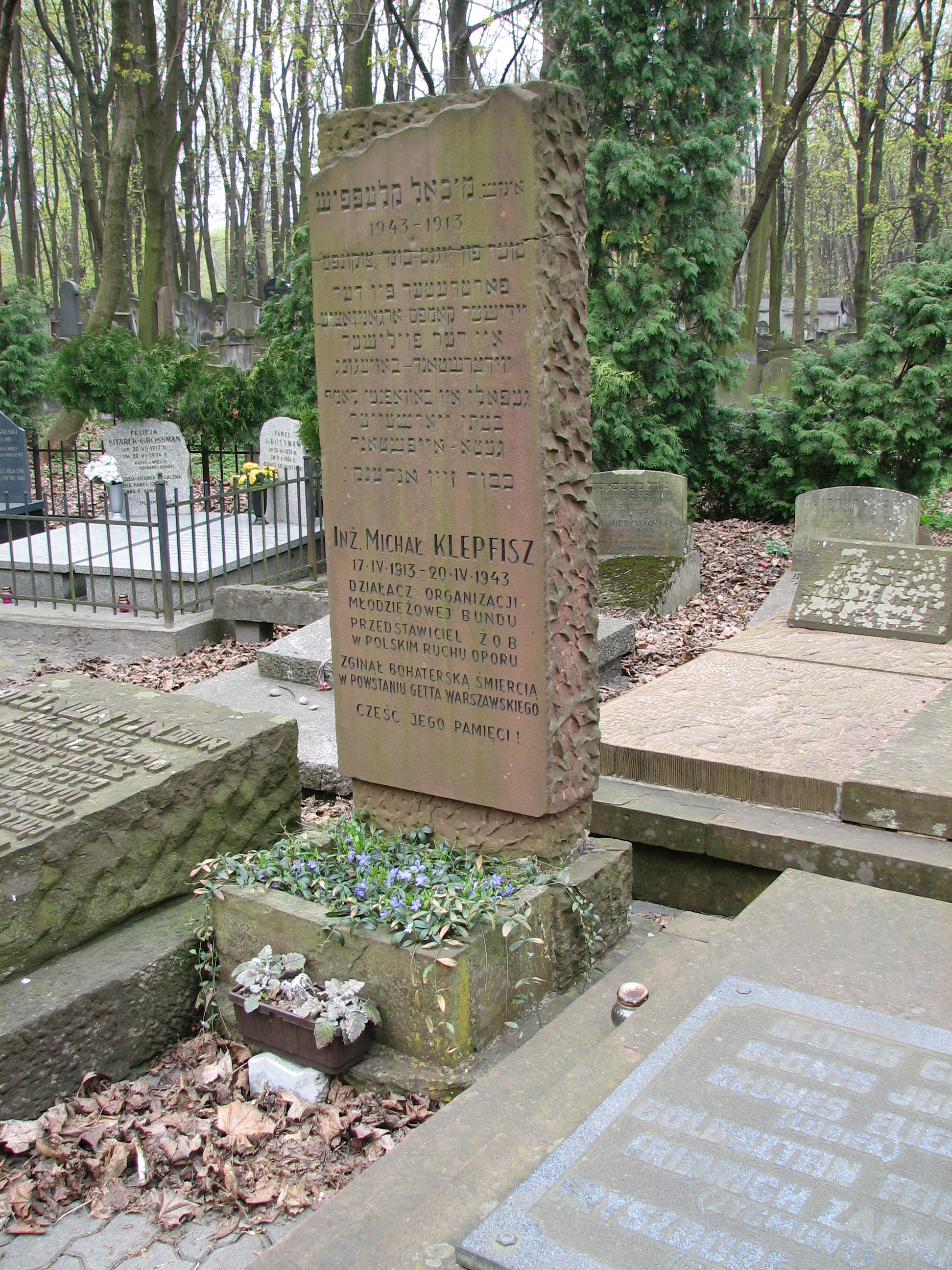
Grab von Michał Klepfisz auf dem Jüdischen Friedhof an der Okopowa-Straße in Warschau

Michał Klepfisz (jid. מיכאל קלעפפיש; * 17. April 1913 in Warschau; † 20. April 1943 in Warschau) war ein polnischer Widerstandskämpfer des Allgemeinen Jüdischen Arbeiterbundes („Bund“) im Warschauer Ghetto. Er starb während des Warschauer Ghettoaufstands im April 1943.
Wie seine Eltern wurde auch Klepfisz früh im „Sozialistischen Kinder Farband“ (SKIF) und in der „Tsukunft“, den beiden Jugendorganisationen des Bundes, aktiv. Während seines Studiums der Ingenieurwissenschaften blieb er in der akademischen Organisation des Bundes, „Ringen“ aktiv. Zu dieser Zeit rettete er einem kleinen Mädchen das Leben, indem er sich in einen reißenden Fluss stürzte. Auch spielte er Theater und war ein bekannter Sportler der Organisation „Morgnshtern“. Klepfish flüchtete bei Beginn des Zweiten Weltkriegs in die Sowjetunion und arbeitete dort in einem Bergwerk. Nach einiger Zeit gelangte er wie seine Genossen zurück nach Warschau.
Er beteiligte sich weiter an den Arbeiten der Partei, verteilte Zeitungen, war Mitglied der Miliz und hielt Kontakt zu polnischen Sozialisten. Doch sollte er vor allem am Ende des Ghettos wichtig werden. Für die Jüdische Kampforganisation (ZOB) konnte er von polnischen Sozialisten 2000 Liter Benzin für Molotowcocktails bekommen. Klepfish war auch der Waffenmeister der Widerstandsgruppe, er erklärte wie man Waffen baut und baute selbst eine Bombe für den Bürstenmacherbezirk. Er fiel schon am zweiten Tag des Warschauer Ghettoaufstandes am 20. April 1943, denn er sprang auf ein Maschinengewehr, das die ganze Zeit seine Kameraden bedrohte. Michał Klepfisz konnte es ausschalten. Postum bekam er 1944 den höchsten polnischen Orden, den Virtuti Militari.
Seine Frau hieß Miriam und war ebenfalls im Widerstand. Sie war in der Lehrergewerkschaft und im Zentralkomitee aller Gewerkschaften tätig. Miriam Klepfisz und die Tochter Irena überlebten den Krieg und gingen in die USA.